# Les Routes du sud
Pour plus de détails, voir Fiche technique et Distribution.
Les Routes du sud est un film franco-espagnol réalisé par Joseph Losey, sorti en 1978, qui traite de la nostalgie des vaincus de la guerre civile espagnole.
Dans ce drame, un homme quinquagénaire, vieux militant de la lutte anti-franquiste, vient de perdre sa femme dans un accident de voiture et connaît des rapports difficiles avec son fils.

## Synopsis
Nous sommes en 1975, à la fin du franquisme. Jean Larrea, ex-révolutionnaire espagnol, est devenu scénariste mais un conflit de génération l'oppose à son fils.
Sa femme Ève meurt dans un accident de voiture. Il apprend qu'elle avait une liaison avec un de ses amis, militant espagnol, et décide de se rendre en Espagne en compagnie de Julia, une jeune marginale que fréquente son fils.

## Élaboration
Dans son livre sur son ami Yves Montand intitulé Montand la vie continue, Jorge Semprún donne son sentiment sur ce film, dont il a écrit le scénario et dont il estime qu'il est « un demi-échec. »
« Je pense à Joseph Losey écrit-il, pour qui j'ai écrit en 1977 Les routes du sud, où il était question de l'Espagne, des passages de frontière. Où Montand avait encore joué le rôle principal. ». Avant de s'envoler pour Rio de Janeiro, en août 1982, il croise par hasard Joseph Losey à Paris, boulevard Saint-Germain : « Il portait son habituel regard bleu, un foulard de vive couleur négligemment noué autour du cou, sur son habituelle vareuse de toile de pêcheur anglais. Mais il était pathétiquement accablé par la vieillesse, la fatigue de vivre, malgré tous ces efforts pour les conjurer. ».
Ils échangent quelques mots sur le trottoir et au moment de se quitter, il lance à Semprun « avec un pétillement de perfidie allègre dans son angélique œil bleu : J'ai entendu dire que vous alliez voyager avec Montand comme une groupie... ». Semprun rit complaisamment de cette boutade car, pensait-il, c'était la meilleure façon de répondre à ce genre de petite perfidie gratuite et sans conséquence.
Si ce film fut un demi-échec selon son scénariste, il ne le fut pas seulement d'un point de vue commercial mais certainement aussi comme celui d'une entreprise commune à un comédien, un metteur en scène et un écrivain, avoue Semprun, qui pense en être « le premier responsable ». Il se reproche d'être revenu sur un sujet trop proche de La guerre est finie — malgré « une nouvelle orchestration des thèmes » — et de n'avoir pas choisi un jeune metteur en scène qui aurait porté sur les événements évoqués un regard neuf, insolent et surtout pas nostalgique. Un metteur en scène différent de Losey, installé dans un exil « qui se pare des plumes de paon de l'exigence politique » mais sans véritable remise en question. Losey qui porte encore son rôle de victime du maccarthysme et qui « justifia la non-rupture avec un stalinisme latent ou explicite, selon le cas, mais toujours subrepticement à l'œuvre ».
Il apparaît ainsi que Les routes du sud fut le fruit équivoque d'un malentendu, Semprun — contrairement à Losey — pensant « mettre en forme, sous un éclairage nouveau, une réflexion critique ». Malgré une indéniable déception, il garde cependant en mémoire « quelques séquences parfaitement mises en scène » où Montand poursuit « le cheminement obstiné, désespéré, lucide qui donne un sens à la vie de son personnage, Jean Larrea ».

## Fiche technique
Sauf indication contraire, les informations mentionnées dans cette section peuvent être confirmées par la base de données cinématographiques Unifrance,  présente dans la section « Liens externes ».
- Titre original français : Les Routes du sud
- Titre espagnol : Las rutas del Sur
- Réalisation : Joseph Losey, assisté de Florence Malraux
- Assistants à la réalisation : Reynald Lampert, Carlo Lastricati, Florence Malraux, John R. Pepper
- Scénario : Jorge Semprún d'après son œuvre
- Ingénieurs du son : Michel Boulen, René Magnol
- Musique originale : Michel Legrand
- Cadre : Pierre-William Glenn
- Directeur de la photographie : Gerry Fisher
- Montage : Reginald Beck
- Assistantes au montage : Marie Castro-Vasquez, Annick Rousset-Rouard
- Scripte : Marie-José Guissart
- Producteurs : Yves Rousset-Rouard, Jean-Charles Edeline
- Sociétés de production : Société Française de Production, Trinacra Films, France Régions 3 Cinéma, Profilmes
- Sociétés de distribution : UGC, Gaumont Distribution
- Pays de production :  France,  Espagne
- Langue : français
- Genre : drame
- Date de sortie : 
  - France : 28 avril 1978
- Affiche : René Ferracci (France)

## Distribution
- Yves Montand : Jean Larréa
- Miou-Miou : Julia
- Laurent Malet : Laurent Larréa
- France Lambiotte : Ève Larréa
- José Luis Gómez : Miguel
- Jean Bouise : le métayer
- Maurice Bénichou : Garcia
- Didier Sauvegrain : le soldat Korpik
- Eugene Braun Munk : le producteur Egon
- Claire Bretécher : la journaliste de la télévision
- Frances Vicens : le médecin espagnol
- Roger Planchon : l'avocat parisien
- Christian de Tilière : l'officier russe
- Jeannine Mestre : Nuria, la femme de Miguel
- Guy Thomas : Guy Thomas, le journaliste
- Luis Pasca Sanchez : le jeune barbu
- Gérard Moisan : Jean Larréa jeune
- Mario Gonzalez : l'employé de l'hôtel
- François Nadal : un cavalier russe
- Alain Barbier : un cavalier russe